# Zobna krtačka
Zobna krtačka ali zobna ščetka je pripomoček za čiščenje zob in dlesni.
Zobne ščetke imajo različne dimenzije, oblike in namene. Poznamo zobne ščetke, ki so namenjene le čiščenju zob: navadne in električne (te imajo po navadi vrtljivo glavo), tudi dlesni in take, ki so primerne za čiščenje zobnega aparata.